# Register (taalkunde)
Met register wordt aan een bepaalde situatie gebonden taalgebruik bedoeld, zowel wat betreft woordkeus als zinsbouw. Alle talen kennen verschillende registers.

## Oorsprong van de term
Het woord register werd in 1956 in de taalkunde geïntroduceerd door de linguïst Thomas Bertram Reid.

## Situatiegebonden register
Het meest voorkomende onderscheid is dat tussen formeel taalgebruik en informeel taalgebruik, elk met hun eigen register. Dit wil zeggen dat in bepaalde teksten - bijvoorbeeld juridische verhandelingen - een bepaald soort formuleringen wordt aangetroffen dat elders ongebruikelijk is. Een juridische tekst kenmerkt zich bijvoorbeeld door het grote aantal deelwoordconstructies en bijstellingen.
Anderzijds wordt een bepaald register - mits correct gebruikt - vaak sterk met een bepaald milieu geassocieerd. In advertenties wordt hier op grote schaal gebruik van gemaakt, door bijvoorbeeld een bepaald jargon te gebruiken; hierdoor wordt een band gesmeed met de doelgroep. Ook het register van een professor zal zich onderscheiden van dat van een bouwvakker, een kleuter, een jongere etc.
Het gebruik van een bepaald register is dus niet alleen sterk verbonden met het gekozen perspectief, maar ook met sociaal-culturele identiteit. De woorden gebbetje en grap betekenen hetzelfde en zijn dus synoniem, maar ze zijn lang niet altijd onderling uitwisselbaar doordat hun connotatie verschilt.

## Register en literatuur
In de literatuur wordt het register gevormd door het taalgebruik en de eigenaardigheden die inherent zijn aan het gekozen perspectief. Een coryfee in het gebruik van uiteenlopende registers in de Nederlandse literatuur is Marten Toonder. Ook de Franse schrijver François Rabelais had hier een handje van; het taalgebruik in Gargantua en Pantagruel valt onder andere op doordat allerlei registers door elkaar heen worden gebruikt.

## Indeling
Grofweg zijn er vijf stijlniveaus of stijlregisters te onderscheiden:
| vulgair       | informeel      | ongemarkeerd    | formeel                | archaïsch |
| ------------- | -------------- | --------------- | ---------------------- | --------- |
| zeiken        | pissen, sassen | plassen         | urineren               | wateren   |
| wijf          |                | vrouw           | wederhelft, echtgenote | gade      |
|               | nest           | bed             |                        | sponde    |
|               | koters, kids   | kinderen        |                        | kroost    |
|               |                | maar            | doch                   | doch      |
|               |                | vandaag         | heden                  |           |
|               | nou            | nu              | thans                  |           |
|               |                | op mijn kantoor | te mijnen kantore      |           |
| plee, kakhuis | doos, emmer    | wc              | toilet                 | gemak     |
| vreten        | nakken, kanen  | eten            | nuttigen               |           |
| zuipen        |                | drinken         |                        |           |
| meuren        | maffen, pitten | slapen          |                        |           |
|               | niks           | niets           |                        |           |
|               | karretje       | fiets           | rijwiel                | rijwiel   |

Het spreekt vanzelf dat deze registers mettertijd veranderen. Zo was 'wijf' voorheen een neutraal woord en 'plee' zelfs bijzonder keurig. Verder kan men van mening verschillen over de vraag tot welk stijlniveau een woord precies behoort. Er zijn vooral veel registers bij begrippen die verband houden met seksualiteit en uitscheiding.